# Православие в Гане
Православие — одна из религий, исповедуемых в Гане.
Неканоническое православие появилось в Гане в 1925 году. Тогда «православную кафолическую церковь» организовал харизматичный африканец Бреси-Андо, но он сам и его последователи смутно понимали смысл термина «православие» и пытались найти истинную Церковь.
В 1972 году Готфрид Мантей, один из служителей церкви и руководителей молодёжной паствы, ознакомился с книгой Тимоти Уэра «Православная церковь», что укрепило его в религиозных поисках.
Двумя годами позднее Бреси-Андо и Мантей познакомились лично с представителями мирового православия, а 15 января 1978 года иерарх Александрийской православной церкви митрополит Западноафриканский Ириней (Таламбекос) совершил свой первый визит к верующим Ганы. К сентябрю 1978 года неканоническая организация была принята в общение с престолом Александрии.
Сейчас в этой стране идёт активная миссионерская работа, проживают тысячи православных христиан из числа местных жителей, которых окормляют 23 священника. Сейчас на территории страны действует Ганская епархия.
В будущем в Гане ожидается открытие православной семинарии.